# Gerran Howell
Gerran Lyn Howell (* 25. Februar 1991 in Wales) ist ein walisischer Schauspieler. Er hat in Young Dracula, einer Fernsehserie des BBC Wales, in 65 Folgen die Rolle des Vladimir Dracula gespielt.

## Leben
Gerran Howell wurde im Februar 1991 in Wales geboren. Er wuchs in Barry auf, wo er die Barry Comprehensive School besuchte. Seine Schwester Beth starb im Alter von vier Jahren an Leukämie. Daher setzt sich Gerran Howell für Charity Organisationen zur Unterstützung krebskranker Kinder ein. Seine Schauspielausbildung absolvierte er 2006 auf der Royal Academy of Dramatic Arts. Bekannt wurde er insbesondere durch seine Hauptrolle des Vladimir Dracula in der britischen Fernsehserie Young Dracula. Neben der Schauspielerei macht Gerran Howell Musik und tritt im Theater auf.

## Filmografie
- 2006: Mummy’s Boy (Kurzfilm)
- 2006: Kreuzzug in Jeans
- 2006–2012: Casualty (Fernsehserie, Episoden 20x32 & 26x20)
- 2012: Some Girls (Fernsehserie, Episode 1x02)
- 2011–2015: The Sparticle Mystery (Fernsehserie, Episoden 1x08–3x13)
- 2006–2014: Young Dracula (Fernsehserie, Episoden 1x01–5x13)
- 2014: Queen and Country
- 2015: Drifters (Fernsehserie, Episode 3x06)
- 2017: Emerald City – Die dunkle Welt von Oz (Emerald City, Fernsehserie, Episoden 1x01–1x10)
- 2019: 1917
- 2019: Catch-22 (Fernsehserie, Episode 1x01-1x02)